# Monument aux morts de Bellegarde-sur-Valserine
Le monument aux morts de Bellegarde-sur-Valserine est un mémorial situé sur la place Carnot à Bellegarde-sur-Valserine, commune de Valserhône, dans le département français de l'Ain.

## Histoire
Le monument est inauguré le 3 juin 1923.
Il est inscrit au titre des monuments historiques depuis le 13 mars 2019.

## Description
Le monument est composé d'un socle surmonté d'une sculpture représentant un poilu au combat mis sous la protection de la Victoire représentée par une femme ailée possédant un rameau d'olivier. Sur la base de la sculpture est ancrée une plaque où est écrit Verdun.
Les noms des morts de la commune de Bellegarde durant la Grande Guerre sont inscrits sur les faces avant, gauche et droite du socle. Sur la face arrière, ce sont les noms des morts de la commune de Coupy qui sont inscrits. Toutefois, certains morts de cette ancienne commune ne sont pas cités sur le monument. En effet, les noms des morts du hameau de Vanchy (ancien chef-lieu de la commune de Coupy) sont inscrits sur un monument aux morts placé au cœur du hameau et inauguré le 2 octobre 1921.